# Die lustigen Nibelungen
Die lustigen Nibelungen ist eine „burleske Operette“ in drei Akten mit der Musik von Oscar Straus und dem Text von Rideamus (Pseudonym von Fritz Oliven). Die Uraufführung fand am 12. November 1904 am Wiener Carl-Theater statt. Es war der erste große Operettenerfolg für Oscar Straus nach gescheiterten Versuchen mit einem Tourneetheater. Die Rechte liegen heute bei der Felix Bloch Erben GmbH & Ko. KG.

## Hintergrund
Seit der Gründung des Kaiserreiches erlebten deutsche Heldenfiguren und vor allem das Nibelungenlied einen wahren Boom. Sie dienten als Identifikationsfiguren für den neuen Staat. Vom Nibelungenlied erschienen etliche Nacherzählungen und Theaterfassungen, darunter das Schauspiel Die Nibelungen von Friedrich Hebbel und die Operntetralogie Der Ring des Nibelungen von Richard Wagner.
Auf die wilhelminischen Vorstellungen von Heldentum schufen Rideamus und Straus eine Parodie in Form einer Operette. Dabei wird die Handlung auf amüsante Weise stark vereinfacht: Siegfried ist ein Schaumweinfabrikant, und die epische Handlung wird mit slapstickartiger Drastik ins Dramatische umgesetzt. Am Ende müssen sich Kriemhild und Brunhilde ihren Siegfried teilen. Musikalisch verweist Straus an einigen Stellen parodistisch auf Wagner, bleibt aber ansonsten in der musikalischen Sprache der Operette.
Künstlerisches Vorbild sind die französischen Antikenparodien Jacques Offenbachs wie Die schöne Helena (1864). Die lustigen Nibelungen sind ein Sonderfall: Parodien und Travestien bekannter Schauspiele und Opern sind in der Wiener Operette selten. In der älteren, später nicht mehr als modern angesehenen Wiener Volkskomödie waren sie hingegen überaus häufig, wie etwa noch Johann Nestroys späte Parodie auf Wagners Tannhäuser (1857).

## Folgen
Die Operette rief immer wieder den Protest deutschnationaler Kreise hervor, so bei einer Aufführung 1906 in Graz, die durch Burschenschafter abgebrochen wurde. 1911 wurde sie im Theater des Westens Berlin mit Erfolg gespielt.
Die Operette war in der NS-Zeit verboten und geriet danach in Vergessenheit. Sie wurde erst seit den 1970er-Jahren wieder regelmäßig aufgeführt.

## Stil
Die Operette ist im Stil der Jahrhundertwende komponiert und besteht aus Walzern, Märschen und Couplets.

## Musiktitel

### 1. Akt
- Ouverture
- Er sieht so miesepetrig aus – Ensemble
- Da wuchs in Isenlande – Gunther
- Du musst nicht so romantisch sein – Ensemble
- Einst träumte Kriemhilden – Kriemhild, Ensemble
- Ich bracht's auf dem Gymnasium – Siegfried, Ensemble
- Einst hatt ich Geld und Gut – Siegfried, Ensemble
- Hei, gnädiges Fräulein, habe die Ehre! – Siegfried, Kriemhild, Ensemble
- Kreuz-Millionen-Donnerwetter! – Brunhilde, Gunther, Ensemble
- Heil, König Gunther! – Ensemble
- Recken von Alt-Burgund – Ensemble

### 2. Akt
- Ach war das 'ne schöne Hochzeit! – Ensemble
- Jetzt, wo die Nacht zur süßen Ruhe ladet – Kriemhild, Siegfried
- Brunhilde, mach auf! – Gunther, Brunhilde, Siegfried, Ensemble
- Ach! Hagen, Thu mir den einz'gen Gefallen – Gunther, Ensemble

### 3. Akt
- Nun so lass uns denn Siegfried ermorden – Ensemble
- Ich hab’ ein Bad genommen – Siegfried
- Sie sieht so miesepetrig aus – Siegfried, Brunhilde, Vogel
- Er hat verletzt Brunhilde – Ensemble

## Aufnahme
- Oscar Straus: Die lustigen Nibelungen. Mit Martin Gantner (Gunther), Daphne Evangelatos (Ute), Michael Nowak (Siegfried), Gerd Grochowski (Dankwart), Hein Heidbuchel (Volker), Gabriele Henkel (Giselher), Lisa Griffith (Kriemhild), Josef Otten (Hagen), Gudrun Volkert (Brunhilde), Christine Mann (Vogel). Kölner Rundfunkchor, Kölner Rundfunk-Sinfonie-Orchester, Siegfried Köhler (Dirigent). (Capriccio - C10753)[1]